# エリザベス・ハーブ
エリザベス・ハーブ（ラテン語：Elizabeth Harb、1992年4月30日 - ）は、ポーランド出身のフィギュアスケート選手（ペアスケーティング）。パートナーはパトルィク・シャワシヌィ。

## 主な戦績
| 大会/年          | 2008-09 | 2009-10 |
| ---------------- | ------- | ------- |
| ポーランド選手権 | 3       | 2       |
| アイスチャレンジ |         | 9       |
| ニース杯         |         | 5       |